# جین شلدن
جین شلدن (به انگلیسی: Gene Sheldon) (زاده ۱ فوریه ۱۹۰۸ - درگذشته ۱ می ۱۹۸۲) بازیگر آمریکایی بود.
شلدن بخاطر نقشش در سریال زورو شناخته می‌شود. در سریال مذکور وی نقش خدمتکار دون دیگو را بازی می‌کرد.

## پیوند
- جین شلدن در بانک اطلاعات اینترنتی فیلم‌ها